# Rödstjärtad skogssångare
Rödstjärtad skogssångare (Setophaga ruticilla) är en nordamerikansk fågel i familjen skogssångare inom ordningen tättingar. Den häckar i öppen skog i östra och centrala delarna av Kanada och USA. Vintertid flyttar den så långt söderut som nordvästra Sydamerika. Arten har tillfälligt påträffats i Västeuropa, med bland annat tre fynd på Island. IUCN kategoriserar den som livskraftig.

## Utseende
Rödstjärtad skogssångare är en medelstor, brednäbbad och långstjärtad skogssångare med en kroppslängd på 11–13 centimeter. Den vuxna hanen är omisskännlig med sin svarta fjäderdräkt med starkt orange fläckar på sidor, vingar och stjärt samt med vit buk. Honan och unga hanar har istället grått på huvud och undersida, olivgrönt på rygg och vingar och mörkgrå stjärt, med gula fläckar istället för hanens orange.

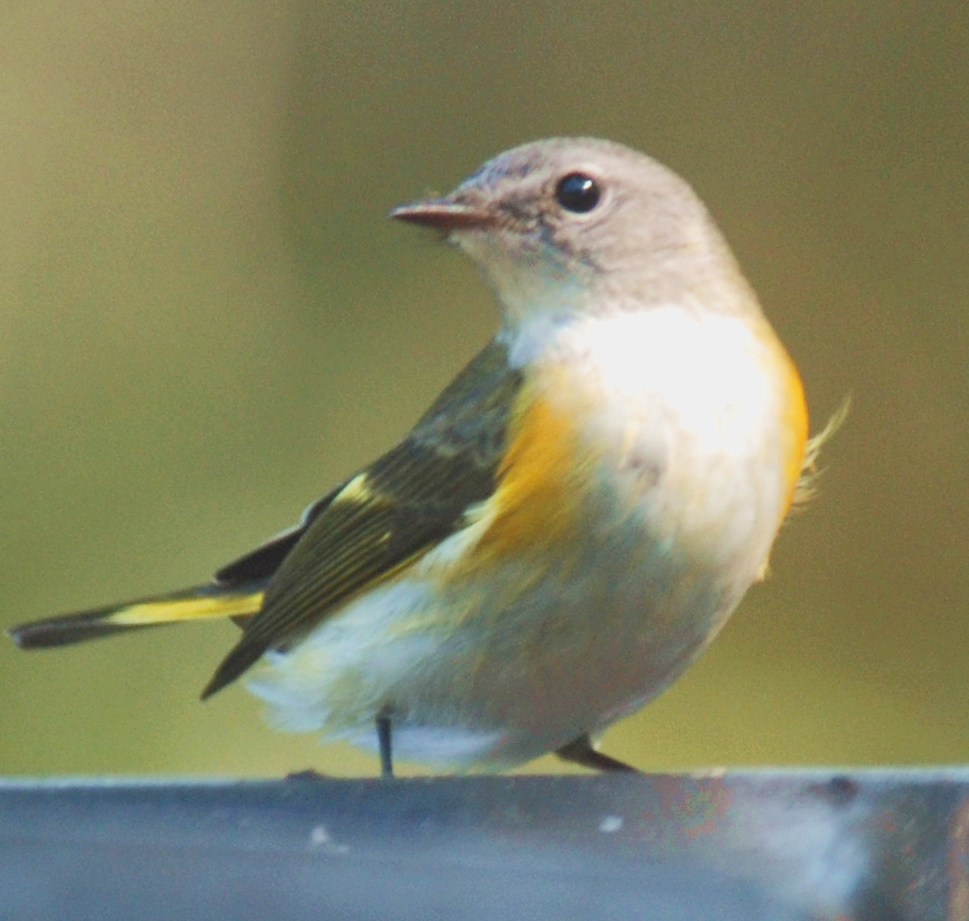
Hona.

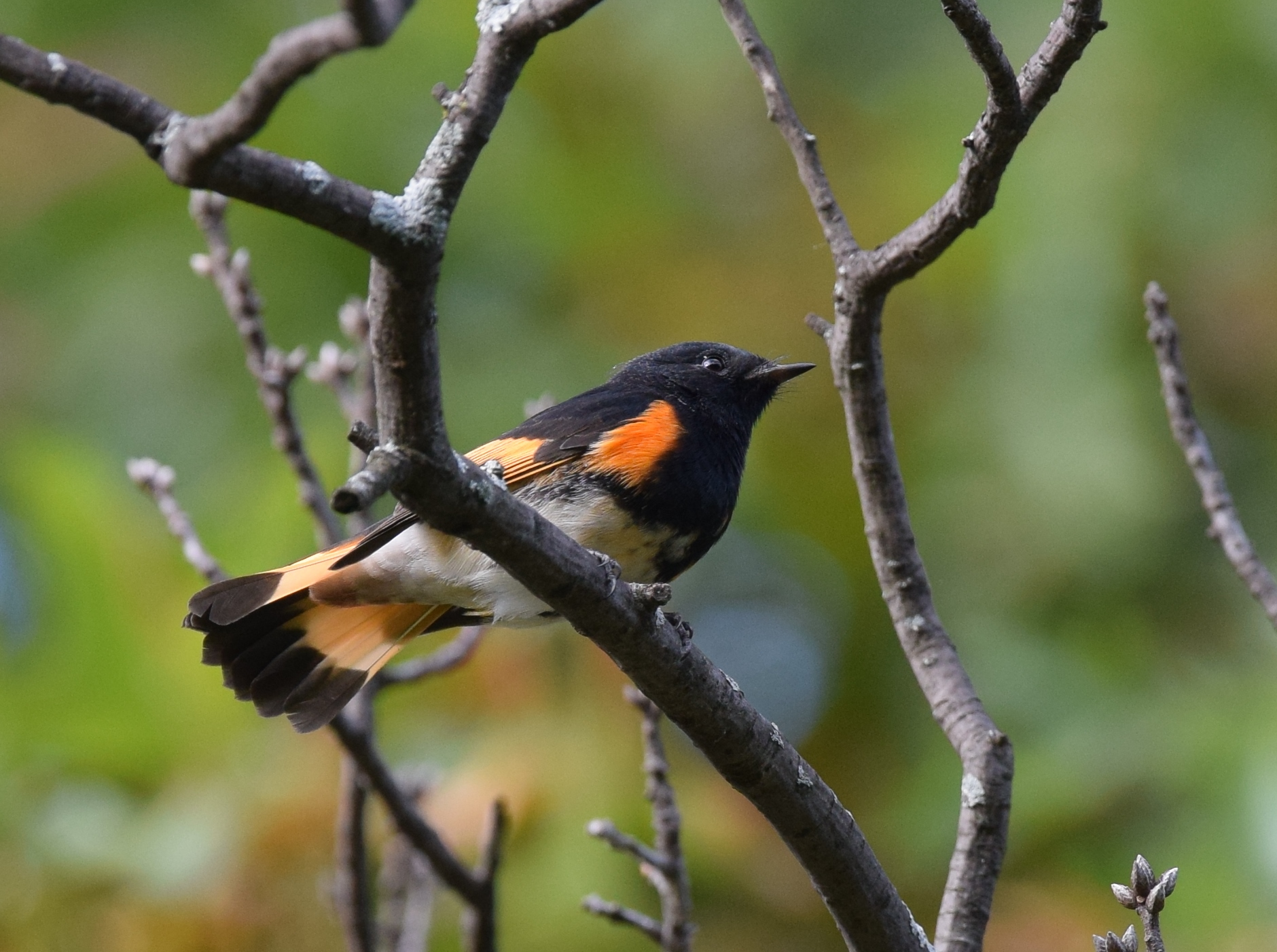
Hane.

## Läte
Under häckningstiden sjunger hanen en serie med två till elva ljusa och tunna toner som byggs upp successivt och avslutas abrupt. Detta har fått vissa att likna sången vid en nysning.

## Utbredning och systematik
Häckningsområdet sträcker sig från centrala och södra Kanada till centrala och östra USA. Fåglarna övervintrar i Mexiko, Centralamerika, Västindien och nordvästra Sydamerika, i mindre antal i södra Florida och sällsynt i södra Kalifornien.

Häckningsområde (gult) och övervintringsområde (blått).

Fågeln är en mycket sällsynt gäst i Europa, med sex fynd i Storbritannien, tre på Irland och Island samt ett vardera i Spanien och Frankrike. Därutöver har den setts ett 20-tal gånger i ögruppen Azorerna.

### Släktestillhörighet
Fram tills nyligen var rödstjärtad skogssångare ensam art i släktet Setophaga. DNA-studier från 2010 visade dock att arten är inbäddad i en stor grupp skogssångare i släktet Dendroica. Setophaga har prioritet före Dendroica, varför dessa nu gör sällskap med rödstjärtad skogssångare i Setophaga.

## Ekologi och beteende

### Levnadsmiljö
Fågeln häckar i öppen skog, framför allt lövskog och gärna nära vatten. I västra delen av utbredningsområdet ses de i buskområden invid floder och i barrskogar. Under flyttningen kan den ses i många olika miljöer, bara det finns träd. Vintertid håller den till i skogklädda låglänta områden och kan ses i mangroveskogar, kaffeplantage, citrusodlingar, sumpskog, buskmarker och till och med isolerade träd i stadsmiljö.

### Föda
Rödstjärtad skogssångare är mycket aktiv i sitt födosökande. Den breder ut stjärten snabbt och visar sina orange eller gula fläckar. På så sätt skrämmer de upp insekter som den sedan försöker fånga i flykten. Fågeln lever i större utsträckning av flygande insekter än andra skogssångare, men i slutet på sommaren kan den också inta bär och frukt från exempelvis berberis, häggmispel och magnolia.

### Häckning
Hanen visar honan potentiella boplatser som honan efter att ha provat runt till slut väljer. Hon bygger sedan boet själv, en tätt vävd skål av näver, gräs, djurhår, kvistar, mossa, tallbar, lavar och material från getingbon. Däri lägger hon ett till fem ägg som ruvas i tio till 13 dagar. Båda könen matar ungarna, men delar upp dem mellan sig så att hanen matar vissa och honan andra. När honan ruvar kan hanen skaffa ytterligare en partner i ett annat revir upp till fyra hundra meter bort.

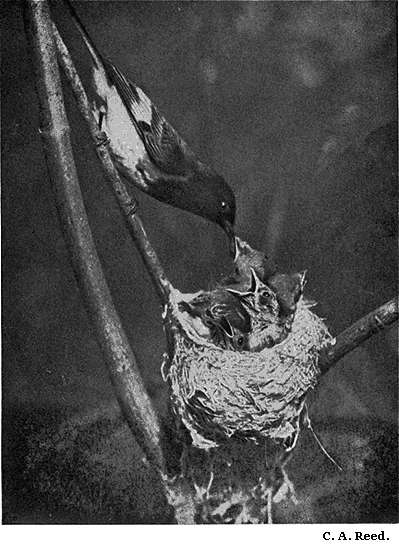

## Status och hot
Arten har ett stort utbredningsområde och en stor population som ökar i antal. Internationella naturvårdsunionen IUCN kategoriserar därför arten som livskraftig (LC). Arten är en av de vanligaste skogssångarna med ett bestånd som uppskattas till 42 miljoner häckande individer.